# Кіно-Театр
«Кіно-Театр» (англ. Kino Teatr Magazine, аббревиатура — KTM) — украинский двухмесячный иллюстрированный журнал о кинематографе и театре. Основан в 1995 году студентами Национального университета «Киево-Могилянская академия». Главный редактор — Лариса Брюховецкая.
На страницах журнала освещаются вопросы о мировом и украинском кинематографе и театре, а также публикует аналитические материалы. Распространяется также в США и в Канаде. К 2013 году тираж журнала достиг 1000 экземпляров. В редакции журнала работают Игорь Безгин, Януш Газда, Валерий Гайдабура, Григорий Гладий, Элен Сиксу, Вадим Скуратовский, Анна Чмиль.
В 1999 году редакция журнала основала серию «Бібліотека журналу „Кіно-Театр“» (с укр. — «Библиотека журнала „Кино-Театр“»), из которой вышло четырнадцать книг: монографии, научные сборники, дайджесты, буклеты. В 2005 году на базе журнала создан Научно-исследовательский центр кинематографических студий.